# Élections législatives de 2022 en fédération de Bosnie-et-Herzégovine
Pour un article plus général, voir Élections générales bosniennes de 2022.
Les élections législatives de 2022 en fédération de Bosnie-et-Herzégovine ont lieu le 2 octobre 2022 afin de renouveler les sièges de la Chambre des représentants du Parlement.